# Veronica austrosibirica
Veronica austrosibirica är en grobladsväxtart som beskrevs av Kosachev. Veronica austrosibirica ingår i släktet veronikor, och familjen grobladsväxter. Inga underarter finns listade i Catalogue of Life.